# Бівер (озеро)
Озеро Бівер — епішельфове озеро, розташоване у Східній Антарктиді, найбільше з озер цього типу.
Озеро має пласку ділянку льоду, що межує з нерівною поверхнею південної частини шельфового льодовика Еймері. Озеро було відкрито в 1956 році членами австралійської антарктичної експедиції; Австралійці інтенсивно використовували його як посадковий майданчик для літака De Havilland Canada DHC-2 Beaver, від чого походить назва озера.

## Характеристика
Озеро розташоване на Землі Мак-Робертсона в Оазі Еймері, вільній від льоду території континенту на стику льодовика Ламберта і шельфового льодовика Еймер.
Вже в 1958 році австралійські дослідники помітили, що озеро Бівер зазнає припливи та відпливи, хоча знаходиться за 250 км від Південного океану. Озеро має гідравлічне сполучення з океаном: прісна вода озера розташована над глибинною морською водою, а шельфовий льод є бар'єром, що перешкоджає її стіканню. Озеро Бівер — оліготрофне озеро, але є і живі організми, в тому числі Boeckella poppei, яка крім оази Еймері ніде не зустрічається у Східній Антарктиці.
Живеться водою, що витікає з невеликого, але глибокого озера Радок, розташованого в одній оазі. У минулому потік води був інтенсивним, про що свідчить глибока ущелина, висічена нею з крутими стінами — ущелина Пагодрома.

## Присутність людини
В 1957 році австралійці створили літню станцію на рівному льоду південної частини озера. Поверхня льоду використовувалася як летовище як дослідниками з Австралії, так і Радянського Союзу, які почали досліджувати гори Принс-Чарльза в 1970-х роках. В 1982 році радянські полярники заснували літню полярну станцію Союз на півострові Джетті. З січня 1995 року на західному березі озера є австралійська літня станція, який може приймати до 10 осіб влітку з листопада по лютий. Поруч була встановлена контрольна станція GPS.